# Fülöpházi homokbuckák
Fülöpházi homokbuckák este o arie protejată (arie specială de conservare — SAC, sit de importanță comunitară — SCI) din Ungaria întinsă pe o suprafață de 2.117,13 ha, integral pe uscat.

## Localizare
Centrul sitului Fülöpházi homokbuckák este situat la coordonatele 46°53′33″N 19°25′19″E / 46.8925°N 19.421944°E.

## Înființare
Situl Fülöpházi homokbuckák a fost declarat sit de importanță comunitară în mai 2004 pentru a proteja 1 specie de animale. Situl a fost protejat și ca arie specială de conservare în februarie 2010.

## Biodiversitate
Situată în ecoregiunea panonică, aria protejată conține 3 habitate naturale: Tufărișuri panonice ale dunelor de nisip continentale (Junipero-Populetum albae), Stepe și mlaștini sărate panonice, Stepe panonice nisipoase.
La baza desemnării sitului se află o specie protejată de  mamifere: popândău (Spermophilus citellus).
Pe lângă speciile protejate, pe teritoriul sitului au mai fost identificate 29 de specii de plante, 69 de specii de păsări, 10 specii de amfibieni, 5 specii de mamifere, 34 de specii de nevertebrate, 4 specii de reptile.